# Os Bastidores de Música no Coração
Os Bastidores de Música no Coração é um filme documental português de 2007 do realizador Frederico Corado produzido para o Teatro Politeama e editado em DVD pela Vidisco. Foi premiado e exibido em diversos festivais à volta do mundo.

## Sinopse
Acompanhe os bastidores de um dos maiores musicais alguma vez levado á cena em Portugal e um dos maiores clássicos de sempre. Acompanhe o dia a dia dos ensaios, da construção dos cenários, dos figurinos, das montagens. Veja tudo do primeiro ensaio de leitura ao dia da estreia.

## Ficha artística
Filipe La Féria, Helena Afonso, Lia Altavila, Anabela, Joel Branco, Tiago Diogo, Cátia Garcia, António Leal, Telmo Lopes, Lúcia Moniz, Sérgio Moreno, Vera Mónica, Carlos Quintas, Hugo Rendas, Helena Vieira